# Frauenspiegel (Gattung)
Frauenspiegel (Legousia) ist eine Pflanzengattung innerhalb der Familie der Glockenblumengewächse (Campanulaceae). Die etwa sieben Arten sind von Makaronesien bis Europa und die Arabische Halbinsel bis zum Iran verbreitet.

## Beschreibung

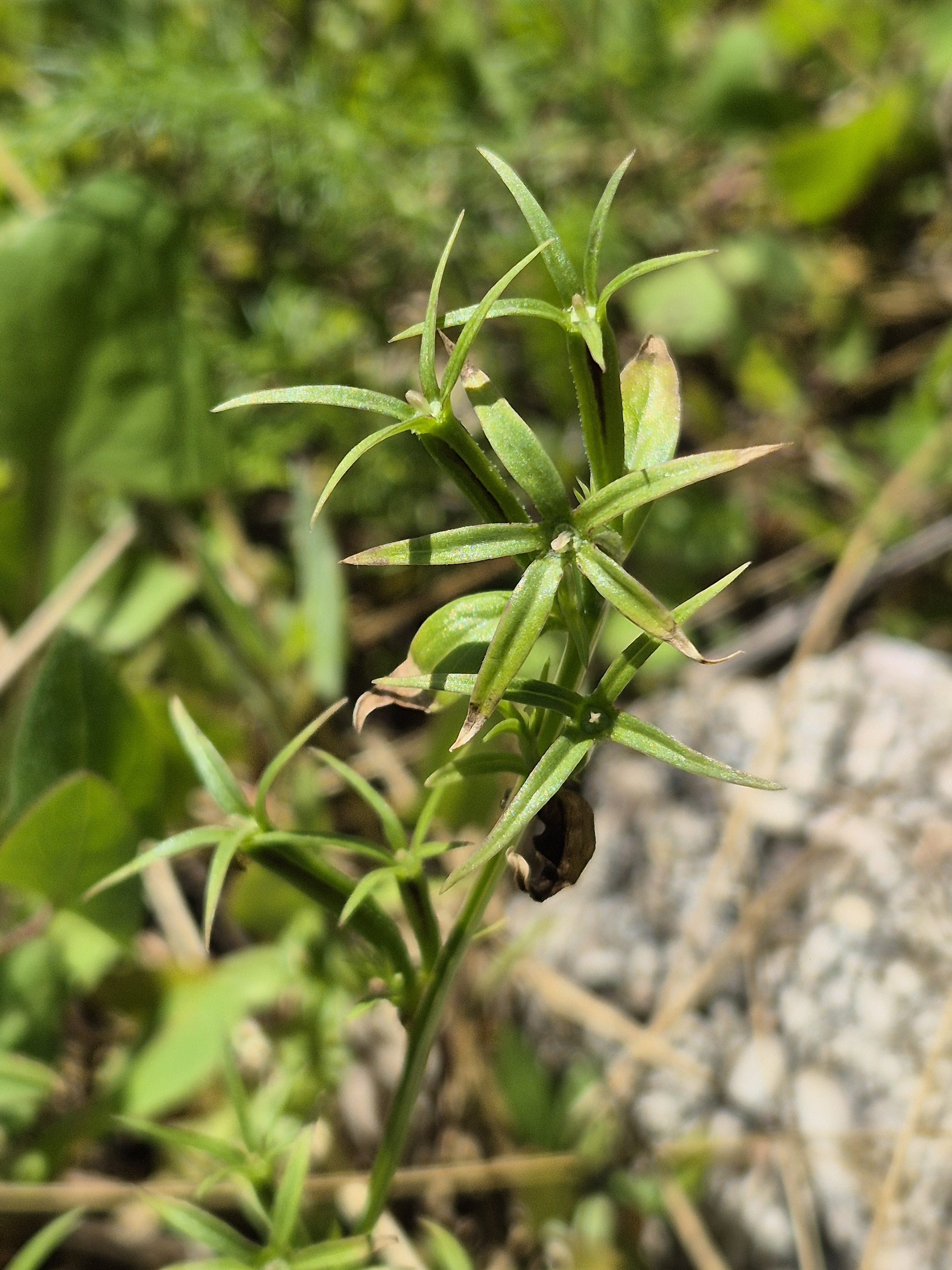
Legousia falcata

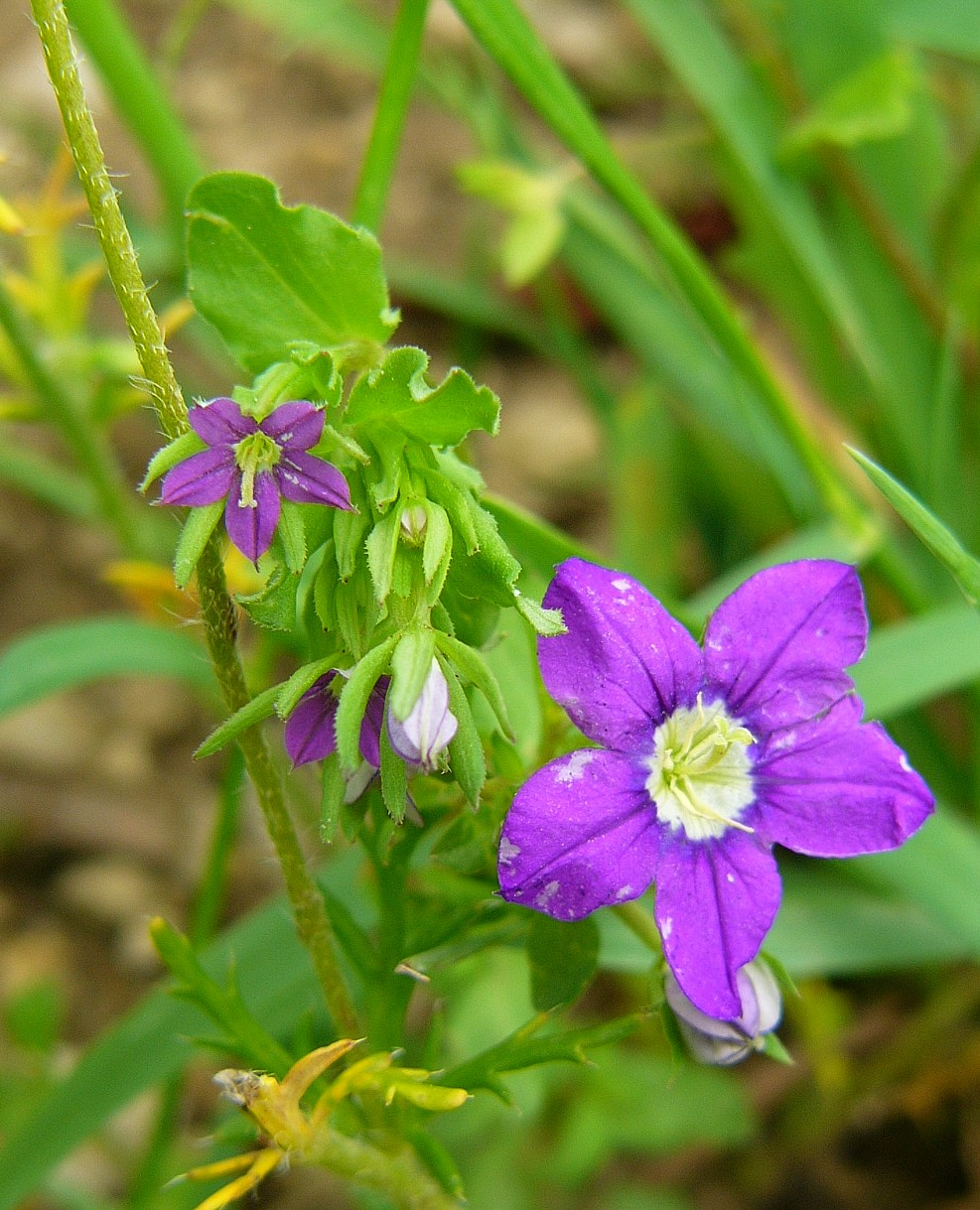
Kleiner Frauenspiegel (Legousia hybrida, links) und Venus-Frauenspiegel (Legousia speculum-veneris, rechts) im Vergleich

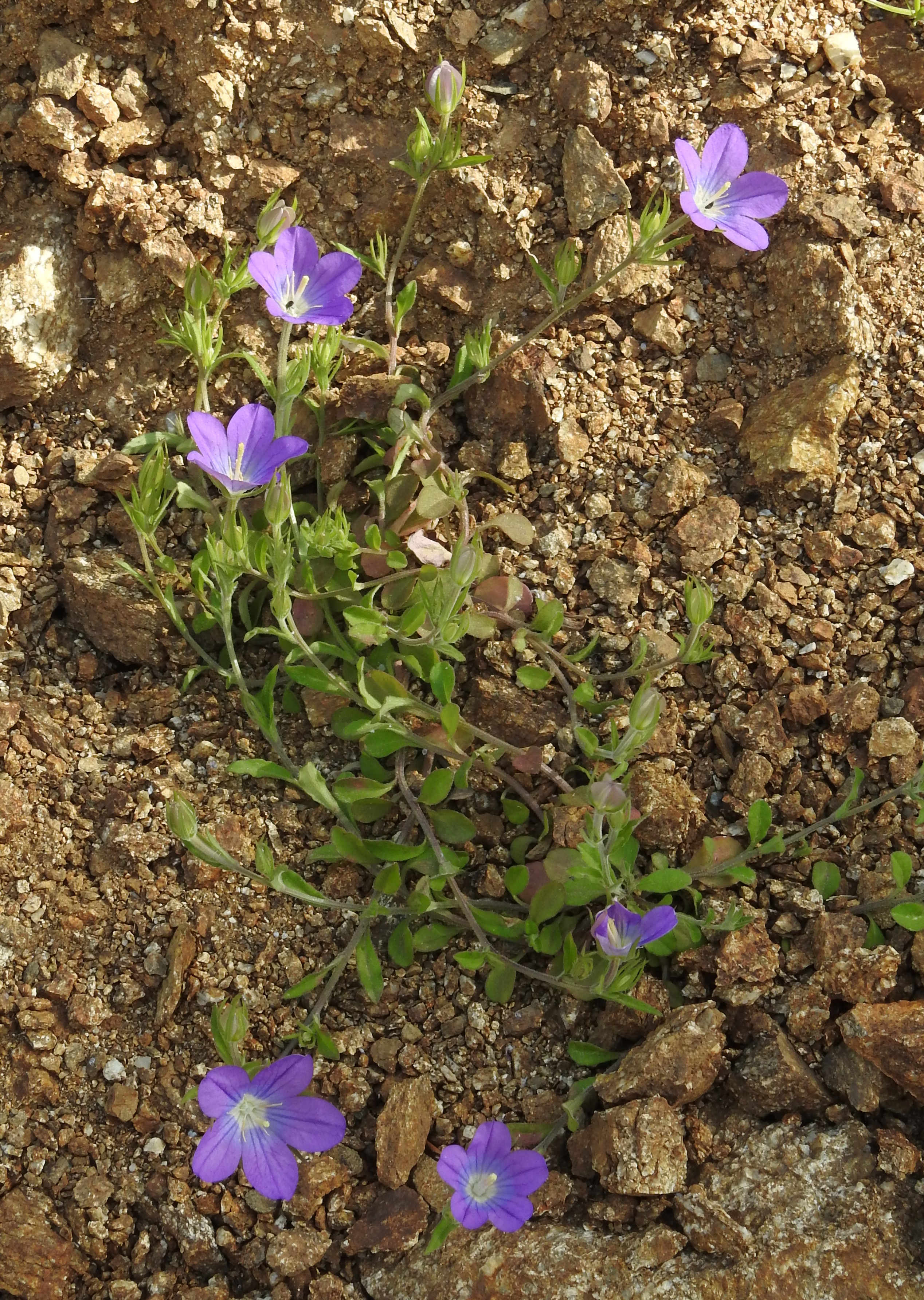
Legousia pentagonia

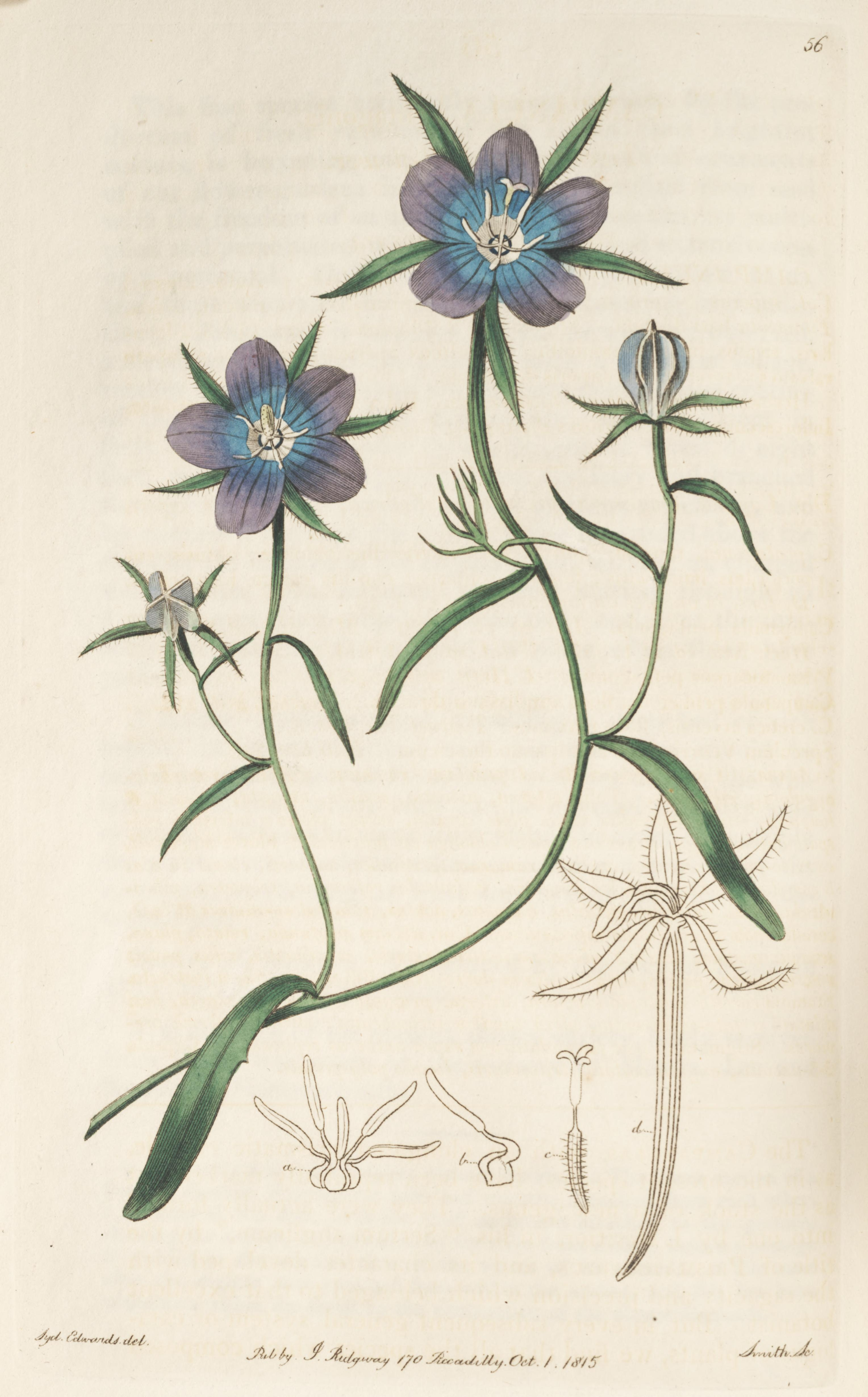
Illustration aus The Botanical Register, Tafel 56 von Legousia pentagonia

### Vegetative Merkmale
Legousia-Arten wachsen als einjährige krautige Pflanzen. Die oberirdischen Pflanzenteile sind kahl oder behaart. Die aufrechten oder aufsteigenden Stängel sind einfach oder verzweigt.
Die am Stängel verteilt angeordneten Laubblätter sind gestielt oder sitzend. Die einfachen Blattspreiten weisen einen glatten oder gekerbten Rand auf.

### Generative Merkmale
Die Blüten stehen selten einzeln, sondern meist im lockeren Abstand in ährigen oder rispigen Blütenständen zusammen. Es sind höchstens kurze Blütenstiele vorhanden.
Die zwittrigen Blüten sind radiärsymmetrisch und fünfzählig mit doppelter Blütenhülle. Die Kelchblätter sind je nach Art kürzer oder länger als die Kronblätter. Die Kelchzähne sind aufrecht oder gebogen. Die fünf Kronblätter sind zu einer glocken- bis radförmigen Blütenkrone verwachsen. Die fünf Kronlappen sind kurz mit mehr oder weniger stumpfem oberen Ende. Die Staubfäden sind frei. Der meist dreikammerige Fruchtknoten ist zylindrisch. Der behaarte Griffel überragt die Blütenkrone nicht und endet in meist drei kurzen Narben.
Die fast zylindrischen bis fast prismatischen, dreifächerigen Kapselfrüchte werden vom haltbaren Kelch gekrönt. Die Kapselfrüchte öffnen sich mit meist zwei bis drei Poren und enthalten viele Samen. Die relativ kleinen Samen sind kugelförmig oder länglich-ellipsoid.

## Ökologie
Bei Legousia-Arten handelt es sich um sommerannuelle Therophyten.

## Systematik und Verbreitung
Die Gattung Legousia wurde 1782 durch Jean-François Durande in Flore de Bourgogne, Dijon, Band 1, Seite 37 aufgestellt. Der Gattungsname ehrt den französischen Gelehrten Bénigne Le Gouz de Gerland (1695–1774). Synonyme für Legousia Durande sind: Specularia Heist. ex A.DC. nom. superfl., Apenula Neck., Legouzia Delarbre orth. var., Pentagonia Möhring ex Kuntze nom. illeg.
Legousia-Arten sind von Makaronesien über Europa bis auf die Arabische Halbinsel verbreitet.
In Deutschland kommen die zwei Arten Venus-Frauenspiegel (Legousia speculum-veneris) sowie Kleiner Frauenspiegel (Legousia hybrida) vor.
Es gibt nur sechs bis acht Legousia-Arten:
- Legousia falcata (Ten.) Fritsch ex Janch.: Er ist von Makaronesien über Nordafrika, die Iberische Halbinsel bis Frankreich, Italien, die Balkanhalbinsel sowie die Balearen, Sardinien, Sizilien, Kreta, Zypern sowie Inseln der Ägäis und in Westasien bis zum Iran weitverbreitet.[4]
- Kleiner Frauenspiegel (Legousia hybrida (L.) Delarbre): Er ist vom Vereinigten Königreich und der Iberischen Halbinsel bis zum Iran verbreitet.
- Legousia julianii (Batt.) Briq.: Dieser Endemit kommt nur Algerien vor.[4]
- Legousia pentagonia (L.) Thell.: Das Verbreitungsgebiet reicht von Griechenland bis zum Iran.[4]
- Legousia scabra (Lowe) Gamisans: Das Verbreitungsgebiet umfasst die Azoren und das westliche Mittelmeerraum.[4]
- Legousia skvortsovii Proskur.: Dieser Endemit kommt nur Turkmenistan vor.
- Legousia snogerupii Biel & Kit Tan: Sie wurde 2015 aus Griechenland erstbeschrieben.[4]
- Venus-Frauenspiegel (Legousia speculum-veneris (L.) Durande ex Vill.): Er ist von der Iberischen Halbinsel über Süd- und Mitteleuropa bis zum Iran verbreitet.